# Chris Martin
Christopher Anthony John Martin (Exeter, 2 de março de 1977) é um cantor, compositor, músico, produtor musical e filantropo inglês. Mundialmente conhecido por ser o vocalista da banda Coldplay.

## Início de vida
Chris Martin nasceu em Exeter, Devon e é o mais velho dos cinco irmãos. Seu pai, Anthony, foi um Revisor Oficial de Contas, e sua mãe, Alison, era uma professora de música. Martin foi batizado em Whitestone, Devon e estudou na Exeter Cathedral School. Foi em uma escola preparatória que Martin formou sua primeira banda, The Rocking Honkies, com Nick Repton e Iwan Gronow. Depois da Exeter Cathedral, Martin passou a estudar na Sherborne School, uma escola para garotos independentes em Dorset. Na Sherborne, Martin formou uma banda de blues chamada The Rockin' Honkies, cuja performance de estreia foi recebido com vaias dos estudantes. Conheceu seu melhor amigo e futuro diretor criativo/empresário da sua banda, Phil Harvey, na escola, aos 13 anos. Aos 18, Martin continuou seus estudos na University College London, onde conheceu Jonny Buckland, Guy Berryman e Will Champion, com quem formaria uma das maiores bandas de todos os tempos, o Coldplay. Chris se formou em Estudos do Mundo Antigo, e graduou como o Primeiro Aluno da Classe nas línguas Grego e Latim.

## Carreira artística
Enquanto estudava na University College London, Chris Martin conheceu Jonny Buckland, Will Champion e Guy Berryman. Em janeiro de 1998, eles formaram o Coldplay. A banda teve reconhecimento internacional desde que lançaram seu álbum de estreia, Parachutes, em 2000. Desde então, eles têm lançado vários álbuns/EPs, incluindo: A Rush of Blood to the Head, Live 2003, X&Y, Viva la Vida or Death and All His Friends, Prospekt's March, LeftRightLeftRightLeft ta, Mylo Xyloto , Live 2012, Ghost Stories, A Head Full of Dreams,Kaleidoscope, Everyday Life e Music of the Spheres.

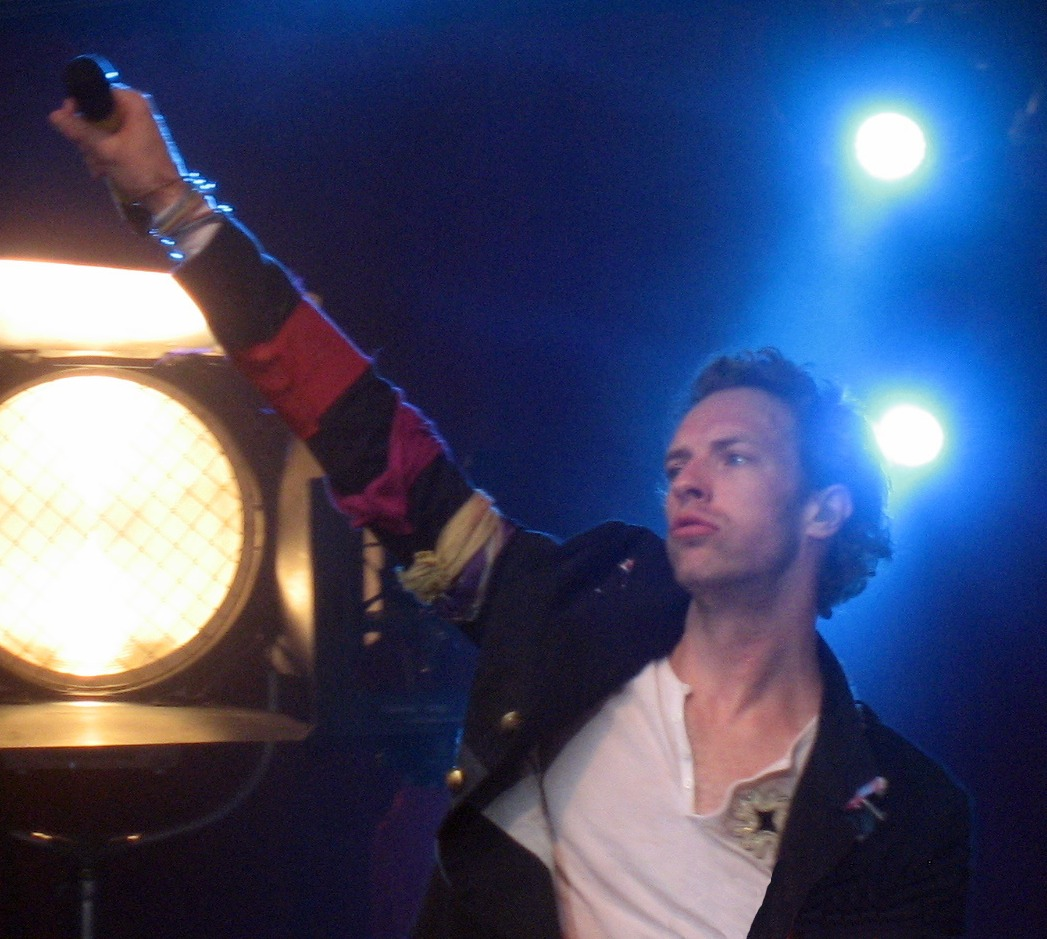
Chris Martin durante performance na BBC, em 2008, na era "Viva La Vida"

Chris Martin é, vocalmente, um barítono lírico. Possui uma extensão vocal de 3.17 oitavas, ligeiramente superior à extensão de outros vocalistas como Bono, do U2 (3.08 oitavas) e Freddie Mercury, do Queen (2.92 oitavas).
As características vocais mais marcantes de Chris são seu timbre inconfundível, versatilidade, expressividade e, claro, o domínio do registro de falsete.
Como artista solo, Martin escreveu canções para uma variedade de artistas, incluindo Embrace ("Gravity") e Jamelia ("See It in a Boy's Eyes"). Martin também colaborou com Ron Sexsmith, Faultline, The Streets, e Ian McCulloch. Ele também cantou uma parte dos vocais para o single do Band Aid 20, "Do They Know It's Christmas?", no final de 2004. Em 2005, Martin colaborou com Nelly Furtado na faixa "All Good Things (Come to an End)", para o seu álbum de 2006, Loose.
O fascínio de Martin com o hip-hop foi apresentado no verão de 2007, quando colaborou com Jay-Z, para o álbum de retorno do rapper Kingdom Come, onde se conheceram no início do ano. Martin cantou alguns acordes juntos a canção conhecida como "Beach Chair" e enviou-as para Jay-Z, que contou com a ajuda do produtor de hip hop Dr. Dre para adicionar a linha do cilindro para completar a faixa. A canção foi tocada em 27 de setembro de 2006 pelos dois durante a turnê europeia de Jay-Z no Royal Albert Hall. Em 2007, Martin apareceu em uma faixa intitulada "Part of the Plan" do álbum solo de estreia do Swizz Beatz, One Man Band Man. Martin também trabalhou em um solo em colaboração com Kanye West, com quem compartilhou uma sessão de jam improvisada durante um show em 2006 no Abbey Road Studios. Ele realizou o coro de "Homecoming do álbum Graduation.

## Legado e influência
Vários artistas de diferentes gerações, gêneros e nacionalidades admiram e se inspiraram em Chris como cantor, compositor e performer.
O cantor irlandês Bono, vocalista do U2, disse achar Chris um verdadeiro "gênio" e que a música "Clocks", do álbum "A Rush Of Blood To The Head" (2002), é uma das canções que "salvaram" sua vida.
A cantora norte-americana Madonna disse que Chris é um "ótimo músico" e "incrivelmente talentoso".
O cantor britânico Noel Gallagher, membro do Oasis, disse que "Chris é um dos poucos artistas com o 'Fator X'", e que não consegue "comandar o público do jeito que ele comanda", além de que o Oasis não fez tanto sucesso fora do Reino Unido "por não ter alguém como Chris Martin nos vocais".
O cantor britânico Paul McCartney, ex-membro dos Beatles, chamou carinhosamente a banda de Chris de "good little band", uma honrosa alusão a como ele descrevia sua própria banda.
A cantora norte-americana Lady Gaga disse "admirá-lo imensamente" e que ele é um músico "completamente brilhante". Enquanto Gaga estava na faculdade, e Chris tinha acabado de escrever "Fix You", do álbum "X&Y" (2005) para sua então esposa Gwyneth Paltrow, ela se lembra de ter "chorado histericamente" durante um show da banda, e que foi "um dos momentos favoritos da vida dela em um concerto". No começo da carreira, Gaga fez um cover de "Viva La Vida", do álbum "Viva La Vida Or Death And All His Friends"(2008).
A cantora britânica-albanesa Dua Lipa "sempre quis compor uma música com Chris Martin", e foi "extremamente sortuda" por ter um artista que ela admirava muito em seu álbum de estreia. Dua também abriu os shows do Coldplay no começo da carreira.
O cantor britânico Harry Styles, ex-membro da boyband One Direction, disse que Chris é seu "maior ídolo", acrescentando que admira sua "voz, habilidade de composição, talento musical, performance e carisma", e que se pudesse ser tão talentoso quanto algum músico, "seria ele, toda a vida".
O cantor britânico Ed Sheeran disse que Chris é um de seus "heróis musicais", além da sua carreira musical ter sido "baseada na trajetória dos álbuns do Coldplay".
O cantor norte-americano Justin Timberlake chamou o Coldplay de "Beatles dos tempos modernos" e que sonha em "fazer um dueto com Chris Martin", de quem é "muito fã". Além disso, diz ouvir "religiosamente" as músicas da banda antes dos seus shows, alegando que "melhora a performance no palco".
A cantora norte-americana Lizzo disse que Chris "tem uma habilidade incrível de comover as pessoas com a poesia das suas letras", além de homenagear a banda na faixa "Coldplay", do seu álbum "Special". Em 2023, Lizzo recebeu o Grammy de "Gravação do Ano" com a canção "About Damn Time", uma das Big 4 da premiação, diretamente das mãos de Chris, que ganhou em 2004 com "Clocks".
O rapper norte-americano Jay-Z disse que Chris é "um Shakespeare dos dias atuais" e que é um "artista e compositor incrível, além de "Yellow", do álbum "Parachutes" (2000), ser a canção de amor entre ele e sua esposa, Beyoncé, e que a mesma fez questão de mandar para Chris a setlist da sua apresentação no Glastonbury de 2011 para "ver se ele aprovava ou não".
A cantora norte-americana Taylor Swift, assim como Lady Gaga, também fez um cover do Coldplay no começo da carreira, sendo que ambas cantaram a música "Viva La Vida", do álbum "Viva La Vida Or Death And All His Friends" (2008). Swift inclusive afirmou ter se juntado à equipe do The Voice durante a temporada de 2014 "só porque o Chris Martin havia feito parte anteriormente". A música "Wildest Dreams", do seu álbum "1989" (2014), foi inspirada nas melodias da banda.
A cantora colombiana Shakira disse que ama "ele, suas melodias e sua produção" e que Chris é um "artista com visão, algo que você não encontra todos os dias". Acrescentou também que "é por isso que ele e sua banda duraram tanto tempo", porque "eles nunca decepcionam".
Tanto o Debrett's quanto o The Independent classificaram Chris como uma das figuras públicas mais influentes do Reino Unido e da indústria musical, já a Q o elegeu como o 4º maior frontman de todos os tempos.
A Uproxx também o rankeou entre os melhores vocalistas de todos os tempos, cujos critérios foram: habilidade vocal, presença de palco, carisma e influência. Porém, acabaram por ressaltar sua aparência.
O site alegou que Chris "canta com a segurança de um cara que sabe que tem uma longa fila de atrizes doidas para ouvir uma serenata enquanto se aconchegam ao lado dele no banco do piano", e que o britânico talvez seja "bonito demais, charmoso demais, um pouco em contato demais com seus sentimentos, mas sempre na hora certa".
O American Songwriter o incluiu na lista de melhores vocalistas masculinos do século XXI.
Por outro lado, uma das principais influências de Martin é a banda britânica Radiohead. Em 2008, durante uma entrevista para a Rolling Stone, Martin declarou: "Às vezes eu sinto como se eles [Radiohead] abriram um caminho com um facão, e que vieram depois e colocaram em um shopping center. Gostaria ainda de ter tanta criatividade para criar algo como OK Computer."
Martin demonstra muito seu amor pela banda pop norueguesa A-Ha. Em 2005, ele declarou o seguinte em uma entrevista: "Estava em Amsterdã e um dia eu coloquei o primeiro disco do A-Ha para tocar. Então eu lembrei o quanto os amo. A escrita da canção é incrível. Todo mundo pergunta o que nos inspirou, e o que nos inspira é o que ouvíamos enquanto estávamos crescendo. E a primeira banda, na qual sempre amei, foi o A-Ha."
A banda irlandesa U2 também é uma das mais importantes influências para Martin, tanto musicalmente quanto politicamente, onde escreveu para lista da revista Rolling Stone "100 Maiores Artistas de Todos os Tempos", na seção de U2, dizia: "Eu não compro bilhetes para ir até a Irlanda no fim de semana e ficar em frente a casa deles, mas U2 são a única banda cuja carreira inteira eu sei de cor. A primeira canção de The Unforgettable Fire, "A Sort of Homecoming", sei cantá-la de frente e para trás –é tão empolgante, brilhante e bonita. É uma das primeiras canções que eu toquei para o meu bebê quando nasceu." Martin também comenta sobre o efeito de Bono em obras de caridade envolvimento político, ele ainda tem o costume por brincar com os amigos referindo-se a si mesmo como "Crono".
Martin curte todo o tipo de música. Ele é conhecido por ser um fã de artistas como a banda de rock de Manchester Oasis, os Bee Gees e o grupo pop Irlandês Westlife, os grupos pop Britânicos Girls Aloud e Take That, bandas Americanas, Eisley e This Allure, bem como a banda Canadense de indie rock, Arcade Fire. Martin gosta também de artistas solo que incluem Leona Lewis, Noel Gallagher e Kylie Minogue. Ele também disse que já se inspirou em várias canções do grupo de new prog Muse.

## Outros empreendimentos

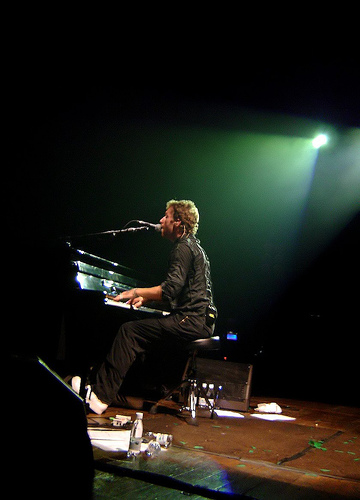
Chris Martin tocando "Trouble" no piano durante a Twisted Logic Tour, no Brasil, em 2007.

Martin e o guitarrista do Coldplay, Jonny Buckland, fizeram uma pequena aparição no filme Shaun of the Dead como defensores da caridade ficcional "ZombAid". Martin tem uma segunda aparição no filme como um zumbi. Em 2006, Martin fez uma participação especial no quarto episódio da segunda temporada da série de comédia Extras criado por Ricky Gervais e Stephen Merchant. Ele também aparece cantando nos créditos finais do filme Brüno de 2009, ao lado de Bono, Sting, Slash, Snoop Dogg e Elton John.
Martin tem sido particularmente franco sobre questões de comércio justo e fez uma grande campanha para a instituição de caridade Oxfam Make Trade Fair. Ele viajou pessoalmente para a Gana e o Haiti para atender os agricultores e ver os efeitos das práticas comerciais desleais.. Ao performar, ele geralmente tem variações de "Make Trade Fair", "MTF" ou um sinal de igual escrito no verso de sua mão esquerda e as letras "MTF" pode ser visto estampado em seu piano.
Ele era um crítico veemente do do Presidente George W. Bush e a invasão do Iraque. Martin foi um forte apoiante do candidato presidencial Democrata John Kerry em especial durante seu discurso de agradecimento quando venceu o Prêmio Grammy de Gravação do Ano com a canção "Clocks". Martin também apoiou o candidato do Partido Democrata à presidência em 2008, dando uma mensagem de boas-vindas para Barack Obama no final de uma performance de "Yellow" em 25 de outubro de 2008 em uma visita ao Saturday Night Live.
Em 1 de abril de 2006, The Guardian relatou que Martin foi o apoio do Partido Conservador Britânico, David Cameron, líder do Partido aonde escreveu uma canção-tema intitulada "Talk to David". Ele mais tarde reveleu ser uma piada de dia da mentira. Em uma turnê na Austrália em março de 2009, Martin e o resto dos integrantes do Coldplay convidaram a banda 'Sound Relief' para um show de abertura na qual beneficiaram a SCG, em Sydney, após incêndios florestais e inundações terríveis em Victoria e Queensland. Ao performar a canção "Fix You", Martin pulou do palco e começou a correr no meio da multidão, com seguranças e milhares de fãs perseguindo-o.

## Vida pessoal
Chris conheceu a atriz norte-americana Gwyneth Paltrow em 2002, nos bastidores de um show da sua banda após a morte do pai da atriz, Bruce Paltrow. Eles casaram-se um ano depois, a 5 de dezembro de 2003 e anunciaram sua separação em 25 de março de 2014, divorciando-se em 2016. Sua filha, Apple Blythe Alison Martin, nasceu em 14 de maio de 2004 em Londres. Seu segundo filho, Moses Bruce Anthony Martin, nasceu em 8 de abril de 2006 em Nova Iorque. Em 2017, começou um relacionamento com a atriz Dakota Johnson, tendo sido descoberto quando os dois foram vistos juntos num restaurante em Los Angeles em outubro do mesmo ano. Eles chegaram a ficar noivos em 2020, porém, rumores de separação passaram a surgir em 2024. O romance durou até junho de 2025, quando eles cancelaram o noivado, encerrando assim o relacionamento de 8 anos. O ator Simon Pegg é um dos padrinhos da primogênita do vocalista. Martin é um velho amigo de Pegg, depois de tê-lo conhecido em 2001 e depois contracenarem no filme Shaun of the Dead, Outro padrinho de Apple é o guitarrista Jonny Buckland, companheiro de Chris no Coldplay.
"Cantor, pianista, galã e animador", como foi definido pelo jornal O Globo, Chris é considerado um dos vocalistas mais atraentes de todos os tempos, sendo que o mesmo foi eleito pela famosa revista NME o "Homem Mais Sexy" da música em 2003.
Enquanto era casado com Gwyneth Paltrow, por influência da mesma, Chris se tornou vegetariano, chegando a ser eleito o "Vegetariano Mais Sexy do Mundo" pela PETA, em 2005. Após o divórcio com Gwyneth, Chris deixou de ser vegetariano.
Várias celebridades já admitiram ter uma 'queda' pelo líder do Coldplay. A cantora luso-canadense Nelly Furtado disse em entrevista, após ter se apresentado com Chris no Glastonbury de 2002, que ele é o seu namorado, "só que ele ainda não sabe disso".
A cantora norte-americana Miley Cyrus disse em entrevista, em 2008, que Chris é o seu "homem dos sonhos" e que o acha "muito sexy".
A atriz norte-americana Diane Keaton revelou no programa da Ellen DeGeneres que tem "uma queda enorme" por Chris, acrescentando que o acha "lindíssimo" e que "fica cada vez melhor com o tempo".
A cantora e atriz Victoria Justice, conhecida por ter sido a protagonista de "Brilhante Vitória" (série que, inclusive, revelou Ariana Grande), contou que Chris é o seu "crush famoso", e que não só tem atração pela sua aparência, mas "pelo seu carisma no palco e naturalidade".
Por ser o vocalista de uma das bandas mais famosas do mundo, mesmo com os lucros da mesma sendo repartidos de forma igualitária entre os quatro membros, Chris é um dos músicos mais bem pagos do mundo, com uma fortuna estimada em aproximadamente 160 milhões de libras esterlinas (equivalente a quase 1 bilhão de reais). Em 2016, o britânico doou 10% da sua fortuna na época para a caridade.
Ele não fuma e não ingere nenhum tipo de bebida alcoólica.
Em 2005, numa entrevista à revista Rolling Stone, Martin disse sobre seu ponto de vista religioso: "Eu definitivamente acredito em Deus. Como você pode olhar para qualquer coisa e não acreditar que isso foi feito por Ele?" Na mesma entrevista, ele falou que já passou por um período de confusão espiritual, dizendo "Passei por um momento estranho, começando quando eu tinha uns 16-22, na qual estava ligando Deus, religião, superstição, julgamento, e eu estava muito confuso". Em uma entrevista para a NME ele também afirmou: "Eu estou sempre tentando descobrir se devo dizer 'Ele' ou 'Ela'".
Chris Martin é originalmente canhoto, mas possui habilidades com ambas as mãos.

## Filmografia

### Televisão
| Ano  | Título        | Função    | Notas                                                  |
| ---- | ------------- | --------- | ------------------------------------------------------ |
| 2006 | Extras        | Ele mesmo | "Chris Martin" (Temporada 2: Episódio 4)               |
| 2010 | The Simpsons  | Ele mesmo | "Million Dollar Maybe" (Temporada 21: Episódio 11)     |
| 2017 | Modern Family | Ele mesmo | "Encontros com Celebridades" (Temporada 9: Episódio 8) |

### Filmes
| Ano  | Título            | Função          | Notas                     |
| ---- | ----------------- | --------------- | ------------------------- |
| 2004 | Shaun of the Dead | Denfensor/zumbi | Aparição Com Jon Buckland |
| 2009 | Brüno             | Ele mesmo       | Aparição                  |

## Discografia solo
| Ano  | Canção (ões)                                           | Artista                      | Álbum                             | Função                                      |
| ---- | ------------------------------------------------------ | ---------------------------- | --------------------------------- | ------------------------------------------- |
| 2002 | "Where Is My Boy", "Your Love Means Everything, Pt. 2" | Faultline                    | Your Love Means Everything        | Participação nos vocais                     |
| 2002 | "Gold in Them Hills"                                   | Ron Sexsmith                 | Cobblestone Runway                | Participação nos vocais                     |
| 2003 | "Sliding", "Arthur"                                    | Ian McCulloch                | Slideling                         | Piano, vocais de apoio                      |
| 2003 | "See It in a Boy's Eyes"                               | Jamelia                      | Thank You                         | Co-escritor, vocais de apoio                |
| 2004 | "Everybody's Happy Nowadays"                           | Ash                          | Orpheus                           | Vocais de apoio                             |
| 2004 | "Gravity"                                              | Embrace                      | Out of Nothing                    | Escritor                                    |
| 2004 | "Do They Know It's Christmas?"                         | Band Aid 20                  |                                   | Participação nos vocais                     |
| 2006 | "All Good Things (Come to an End)"                     | Nelly Furtado                | Loose                             | Co-escritor, vocais de apoio                |
| 2006 | "In the Sun"                                           | Michael Stipe                |                                   | Vocal de apoio                              |
| 2006 | "Beach Chair"                                          | Jay-Z                        | Kingdom Come                      | Produtor, participação nos vocais           |
| 2007 | "Homecoming"                                           | Kanye West                   | Graduation                        | Co-escritor, participação nos vocais, piano |
| 2009 | "Lukas", "Fun", "Want"                                 | Natalie Imbruglia            | Come to Life                      | Co-escritor                                 |
| 2009 | "Dove of peace"                                        | Brüno                        | Brüno                             | Participação nos vocais                     |
| 2010 | "Most Kingz"                                           | Jay-Z                        |                                   | Participação nos vocais                     |
| 2010 | "Me and Tennessee"                                     | Tim McGraw e Gwyneth Paltrow | Country Strong                    | Escritor                                    |
| 2012 | "I Don't Want You To Die"                              | The Flaming Lips             | The Flaming Lips and Heady Fwends | Participação nos vocais                     |